# Rudören
Rudören med Bastskäret är en ö i Finland. Den ligger i den ekonomiska regionen  Vasa ekonomiska region  och landskapet Österbotten, i den sydvästra delen av landet, 400 km nordväst om huvudstaden Helsingfors.
Rudören ligger norr om Trutören och avskiljs från den och Bastskärsgrundet genom Trutörs sund. Tidigare var det ett sund men är numera en kanal. Även Svartgrund i väster avskiljs från Rudören genom grävda kanaler och glosjön Bastuskärssjön. I öster ligger Söderskärssjön och på andra sidan den öarna Söderskäret och Norrskäret. Norr om Rudöran ligger sundet Norrskärshålet.